# 名古屋エム・シーカード
株式会社名古屋エム・シーカード（なごやエム・シーカード、英: NAGOYA MC CARD Co., Ltd.）は名古屋銀行の系列会社であり、MUFGカードのフランチャイジーである。

## 概要
名古屋銀行の顧客基盤を基に主に愛知県内でMUFGカードの発行、加盟店の獲得を行っている。
社名の「エム・シー」はMUFGカードの旧名「ミリオンカード」（Million Card）が由来。ミリオンからUFJブランドへの変更時、それまで「○○ミリオンカード」「○○エムシーカード」等と名乗っていた他のフランチャイジーが軒並みブランド名を外した「○○クレジット（サービス）」「○○カード（サービス）」等へ社名変更する中、今尚かつてのブランド名の名残を残す唯一の発行会社となった。

## 関連会社
- 名古屋銀行
- 三菱UFJニコス